# Procureur (varkensvlees)
De procureur is de varkensnek zonder been.
De nek is - met been - beter bekend als het deel van het varken waar de slager schouder- en halskarbonaden van hakt. De procureur wordt vaak gebruikt als mals en sappig braadstuk of om een doorregen rollade van te maken. Doorregen houdt in dat dit vleesdeel is opgebouwd uit afwisselend mager vlees en spek.
Een heel andere bestemming is pulled pork. De procureur wordt dan gemarineerd en urenlang  op lage temperatuur gegaard. Vervolgens wordt het met twee vorken uit elkaar getrokken, en kan men er bijvoorbeeld met koolsla en een dressing een maaltijdbroodje van maken.